# Thousand Arms
Thousand Arms (サウザンドアームズ?) è un videogioco di ruolo del 1998 sviluppato da Red Company e pubblicato da Atlus per PlayStation.

## Modalità di gioco
Thousand Arms è un RPG con elementi di dating sim.